# ユニオン・アソシエーション
ユニオン・アソシエーション（Union Association）は、1884年の1年間だけアメリカ合衆国で運営されていた、プロの野球リーグ。多くの資料でメジャーリーグベースボールのリーグとして扱われている。

## 歴史・背景
リーグは1884年に、ミズーリ州セントルイスの資産家であったヘンリー・ルーカスと彼に協力する資産家たちによって創設された。当時26歳だったルーカスは、莫大な遺産を相続した後、故郷のセントルイスにナショナルリーグの球団を誘致しようとしたが、セントルイスには既にアメリカン・アソシエーションでセントルイス・ブラウンズ（現カージナルス）が活動していたこともあり、ナショナルリーグがセントルイスの球団設立を拒否、ルーカスは自分の資産を使って新たな野球リーグを創設することにした。
それより前の1879年にナショナルリーグで合意されていた『保留条項』により、野球選手の給料が低く抑えられていたことへの対抗策の意味合いもあり、リーグは選手との契約について殆ど制限をつけていなかったという。ルーカス自身も自らが所有するセントルイス・マルーンズの強化に腐心し、ナショナルリーグのような戦力均衡や収入分配などは行われていなかったようで、結果参加チーム同士の実力差が極端に広がってしまい、優勝争いへの関心が薄れてしまうことになった。運営基盤の弱いチームがシーズン中に次々と解散してリーグを離れる事態もおきてしまったことで、リーグは『オニオン・リーグ』と揶揄されることもあった。
結局はルーカスが所有するセントルイス・マルーンズに、翌年のナショナルリーグ参加への道が開けたことで、1885年1月にリーグは解散する。マルーンズはナショナルリーグに加盟したが、その後わずか2年で消滅することになる。

## 諸記録

### 参加チーム・リーグ戦績・順位
※順位は勝率による。
| 順位 | チーム名                           | 試合 | 勝利 | 敗戦 | 勝率 | ゲーム差 |
| ---- | ---------------------------------- | ---- | ---- | ---- | ---- | -------- |
| 1    | セントルイス・マルーンズ           | 114  | 94   | 19   | .832 | -        |
| 2    | ミルウォーキー・ブルワーズ         | 12   | 8    | 4    | .667 | 35.5     |
| 3    | シンシナティ・アウトロー・レッズ   | 105  | 69   | 36   | .657 | 21.0     |
| 4    | ボルチモア・モニュメンタルズ       | 106  | 58   | 47   | .552 | 32.0     |
| 5    | ボストン・レッズ                   | 111  | 58   | 51   | .532 | 34.0     |
| 6    | シカゴ・ブラウンズ                 | 93   | 41   | 50   | .451 | 42.0     |
| 7    | ワシントン・ナショナルズ           | 114  | 47   | 65   | .420 | 46.5     |
| 8    | フィラデルフィア・キーストーンズ   | 67   | 21   | 46   | .313 | 50.0     |
| 9    | セントポール・ホワイトキャップス   | 9    | 2    | 6    | .250 | 39.5     |
| 10   | アルトゥーナ・マウンテンシティー   | 25   | 6    | 19   | .240 | 44.0     |
| 11   | カンザスシティ・ユニオンズ         | 82   | 16   | 63   | .203 | 61.0     |
| 12   | ウィルミントン・クイックステップス | 18   | 2    | 16   | .111 | 44.5     |

### 参加球団の変遷
- アルトゥーナ・マウンテンシティーが5月31日を最後に解散、カンザスシティ・ユニオンズが参加。
- フィラデルフィア・キーストーンズが8月7日を最後に解散、ウィルミントン・クイックステップスが参加。
- シカゴ・ブラウンズが8月22日を最後に本拠地を移転、ピッツバーグ・ストージスとなる。
- ウィルミントン・クイックステップスが9月12日を最後に解散、ミルウォーキー・ブルワーズが参加。
- ピッツバーグ・ストージスが9月18日を最後に解散、セントポール・ホワイトキャップスが参加。

### シーズン記録
※一部統計は試合記録などから後年計算されたものである。
またユニオン・アソシエーションの個人別の打点記録は現在判明していない。
通算記録
- 最多勝利数：40（ビル・スウィーニー）
- 最優秀防御率：1.54（ジム・マコーミック）
- 最高打率：.412（フレッド・ダンラップ）
- 最多安打：185（フレッド・ダンラップ）
- 最多得点：160（フレッド・ダンラップ）
- 最多本塁打：13（フレッド・ダンラップ）

無安打試合
- 1884年8月26日：ディック・バーンズ（シンシナティ・アウトロー・レッズ）
- 1884年9月28日：エド・カーシュマン（ミルウォーキー・ブルワーズ）

その他
- シカゴ・ブラウンズが三重殺を記録（6月19日）
- ヒュー・デイリーが9回19奪三振を達成（7月7日）